# Camponotus obtritus
Camponotus obtritus är en myrart som beskrevs av Carlo Emery 1911. Camponotus obtritus ingår i släktet hästmyror, och familjen myror. Inga underarter finns listade.